# Центр керування мережею
Центр керування мережею або ЦКМ (англ. Network Operations Center/NOC) — одне або кілька розташувань, з яких здійснюється моніторинг та керування комп'ютерними, телекомунікаційними або супутниковими мережами.

## Історія
Перші ЦКМ з'явилися в 1960-х роках. Центр керування мережею, відкритий в Нью-Йорку компанією AT&T 1962 року, використовував панелі керування для відображення інформації з найважливіших платних комутаторів компанії в режимі реального часу. В 1977 AT&T замінила цей центр більш сучасними, розташованим в м. Бедмінстер.

## Призначення
ЦКМ розгортаються комерційними, комунальними, державними та іншими підприємствами та закладами для моніторингу складних мереж, які вимагають високої доступності (англ. high availability). Персонал ЦКМ є відповідальним за моніторинг однієї чи багатьох мереж у відповідності до встановлених вимог на предмет виявлення відхилень, які можуть вимагати певних дій для забезпечення якості послуг. Організації можуть розгортати один або більше ЦКМ для керування різними мережами або для забезпечення географічного резервування (англ. georedundancy) у випадку, коли одне із розташувань стає недоступним внаслідок аварії або інших причин.
На додачу до моніторингу внутрішніх та зовнішніх мереж, ЦКМ можуть використовуватися для моніторингу соціальних мереж з метою швидкого виявлення та попередження перебоїв в їхній роботі.